# Baía de San Vicente

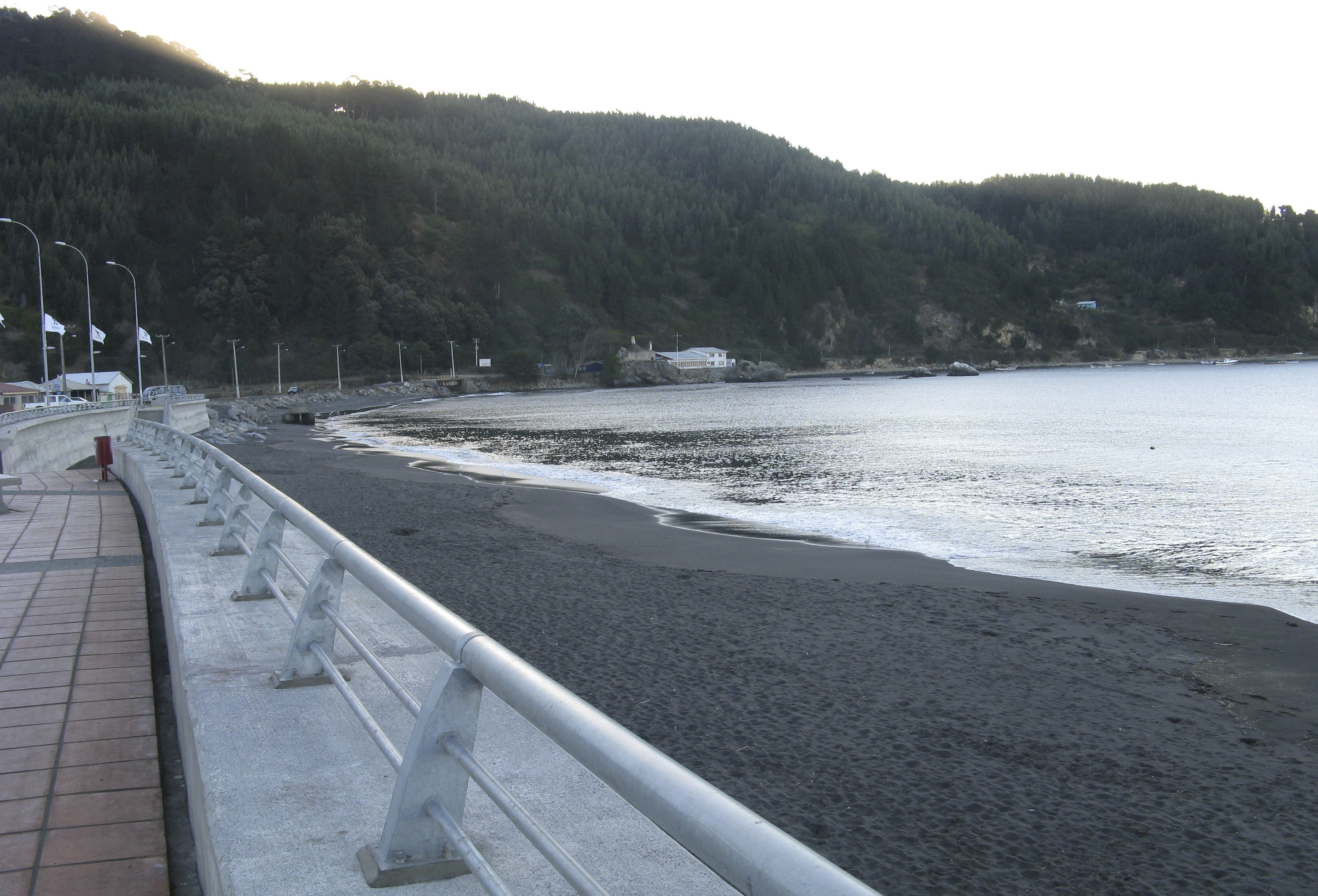
A baía de San Vicente na praia de Caleta Lenga.

A baía de San Vicente é uma baía, localizada na costa da província de Concepción, na região de Biobío, Chile. 
Na Baía de São Vicente, encontra-se o porto de San Vicente, a doca Huachipato, e a praia de Caleta Lenga, onde chegam barcos, lanchas e iates, é também cercada pela península de Tumbes e pela peninsula de Hualpén.